# Dominikánská republika
Dominikánská republika je stát v Karibském moři, který se rozkládá na východní části ostrova Hispaniola v souostroví Velké Antily. Jediným sousedním státem je Haiti, s nímž ostrov sdílí. Dominikánská republika zabírá pět osmin ostrova. Společná hranice je dlouhá 360 kilometrů. Dominikánská republika je s rozlohou 48 671 kilometrů čtverečních druhým největším státem Antil co do rozlohy (po Kubě). Obyvatel zde žije přibližně 10,8 milionu (odhad 2020), z nichž přibližně 3,3 miliony žijí v metropolitní oblasti Santo Dominga, jež je hlavním městem. Úředním jazykem země je španělština.
Před příchodem Evropanů ovládali území Taínové. Po historickém přistání Kryštofa Kolumba roku 1492 docházelo rychle ke španělské kolonizaci. Taínové téměř zcela vyhynuli, zejména kvůli zavlečeným chorobám. V roce 1697 Španělsko uznalo francouzskou nadvládu nad západní třetinou ostrova, který se v roce 1804 stal nezávislým státem Haiti. Na Španělsku získali Dominikánci nezávislost roku 1821, brzy ale následovalo násilné připojení k Haiti. Místní se z nadvlády sousedů osvobodili roku 1844 po vítězství v dominikánské válce za nezávislost. Během následujících 72 let zažila Dominikánská republika převážně občanské války, několik neúspěšných invazí Haiťanů a krátký návrat španělského koloniálního panství, než natrvalo vyhnala Španěly během války z let 1863–1865. USA okupovaly Dominikánskou republiku v letech 1916–1924 kvůli hrozbě nesplácení zahraničních dluhů. Od roku 1930 zde vládl diktátor Rafael Trujillo až do svého zavraždění v roce 1961. Následná občanská válka byla ukončena americkou vojenskou invazí a následovala autoritářská vláda Joaquína Balaguera. V roce 1978 se Dominikánská republika posunula směrem k zastupitelské demokracii.
Dominikánská republika je sedmou největší ekonomikou v Latinské Americe a vůbec největší v karibské a středoamerické oblasti. V letech 1992-2018 měla nejrychleji rostoucí HDP na západní polokouli s více než pětiprocentním průměrným růstem. Dominikánská republika je nejnavštěvovanější destinací v Karibiku. Kromě slunných pláží lákají turisty i památky na koloniální historii – právě na jejím území byly postaveny první katedrála, hrad, klášter i pevnost na americkém kontinentu.

## Dějiny

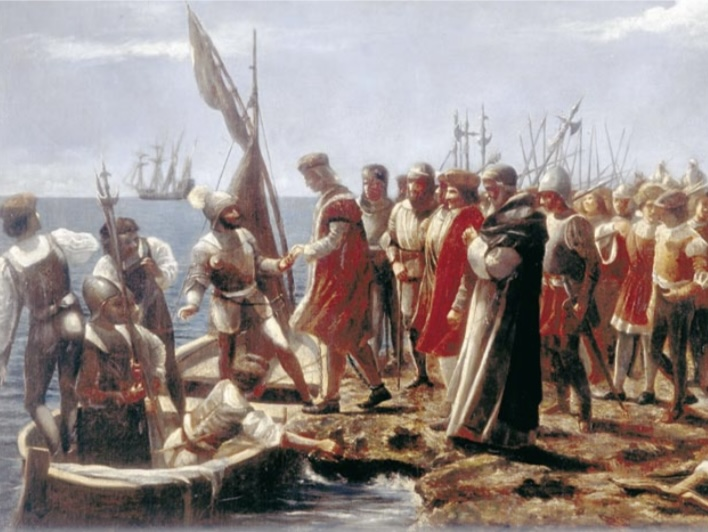
Příchod Kryštofa Kolumba na Hispaniolu

Taínové se přesunuli na Hispaniolu ze severovýchodu Jižní Ameriky okolo roku 650 a vytlačili dřívější obyvatele. Živili se zemědělstvím, rybolovem, lovem a sběrem. Odhady populace Hispanioly před příchodem Evropanů se velmi liší – od desítek tisíc až ke dvěma milionům. Taínský název pro celý ostrov byl buď Ayiti nebo Quisqueya. Druhý z těchto názvů se v Dominikánské republice používá i dnes, jako alternativní název země. Je užit i ve státní hymně.
Pro Evropany ostrov objevil 6. prosince 1492 Kryštof Kolumbus a již roku 1496 bylo založeno město Santo Domingo (v roce 1493 vznikla pevnost La Navidad, roku 1494 osada La Isabela, ale obě byly osídleny jen krátce). Kolumbus nazval ostrov „rájem na zemi“. Na území dnešní Dominikánské republiky vznikla první španělská kolonie, první univerzita i nemocnice v „Novém Světě“. Řadu těchto institucí zakládal dominikánský řád. Jméno svého zakladatele svatého Dominika propůjčil i novému městskému centru – Santo Domingu. A odvozen je z něj i současný název státu.
Původní obyvatelé Taínové byli vesměs vyhubeni nebo vymřeli na zavlečené nemoci již v průběhu 16. století. Španělští dobyvatelé se proto rozhodli dovážet pro práci na plantážích a v dolech africké otroky. Právě zde začal svou práci otec Bartolomé de Las Casas, misionář a bojovník za práva indiánů, který předznamenal moderní koncepci lidských práv.
Od roku 1697 byla Hispaniola rozdělena mezi Francii a Španělsko podepsáním smlouvy z Rijswijku. V roce 1790 žilo ve španělské kolonii Santo Domingo 40 000 bělochů, 25 000 svobodných černochů a mulatů a 60 000 otroků. V letech 1791–1803 proběhlo na sousedním Haiti úspěšné povstání otroků.
Španělská kolonie Santo Domingo vyhlásila nezávislost na Španělsku v roce 1821, ale krátce nato byla obsazena vojsky sousedního státu Haiti, pod jehož vládou byl celý ostrov sjednocen. Odpor proti haitské okupaci rostl a po úspěšném ozbrojeném povstání Dominikánská republika získala nezávislost v roce 1844. Prvním prezidentem se stal Pedro Santana, který zůstal ve funkci až do roku 1861, kdy se na jeho žádost republika na čtyři roky opět stala španělskou kolonií na obranu proti britským pokusům zmocnit se Dominikánské republiky. V roce 1865 získala nezávislost na Španělsku podruhé.
Roku 1882 se dostal k moci diktátorský vůdce Ulises Heureaux, který vládl až do roku 1899, kdy byl zavražděn. Stejně jako Haiti byla i Dominikánská republika v letech 1916–1924 obsazena Spojenými státy americkými, které si kontrolu nad cly podržely až do roku 1940.

Rafael Trujillo

V roce 1930 se dostal k moci generál Rafael Trujillo, který vládl většinou jako velmi krutý diktátor. Byl zavražděn 30. května 1961 v Santo Domingu. Už v roce 1957 jmenoval Trujillo spisovatele, právníka a úspěšného diplomata Joaquína Balaguera (1906–2002) svým zástupcem a roku 1960 prezidentem. Roku 1963 byl zvolen prezidentem levicový kandidát Juan Bosch a po půl roce byl svržen vojenským převratem, ale už roku 1965 vypukla proti vojenskému režimu revoluce. Na to reagoval americký prezident Lyndon B. Johnson vojenským obsazením Dominikánské republiky, na němž se podílel i oddíl vojáků Organizace amerických států. Armáda připravila nové volby, v nichž zvítězil Balaguer, a po roce ostrov opustila. Balaguer vládl 12 let jako bezohledný diktátor a připravil o život asi 11 tisíc lidí, přesto byla jeho vláda mírnější než Trujillova a dosáhla i jistých úspěchů, zejména v budování veřejných staveb a infrastruktury.
Období 80. a 90. let bylo pro Dominikánskou republiku kritické, mj. kvůli velké zadluženosti. Mezinárodní měnový fond připravoval řešení problému, které ovšem vyvolalo jen větší nepokoje. V období 1978–1986 vládli v zemi demokratičtější prezidenti a politická situace se zklidnila. Nicméně ve volbách roku 1986 zvítězil opět Balaguer, ve věku 80 let a téměř úplně nevidomý, a udržel se u vlády až do roku 1996, kdy jej porazil Leonel Fernández. Za jeho vlády dosáhl hospodářský růst 7,7 % při nízké inflaci i nezaměstnanosti. Volby roku 2000 přesto vyhrál levicový kandidát Hipólito Mejía. Roku 2002 byla uzavřena kritická etapa Dominikánské politiky Balaguerovou smrtí, a roku 2006 opět zvítězil středový kandidát Fernandez, kterého od roku 2012 nahradil Danilo Medina z téže strany. Šestnáctiletá vláda jeho strany skončila roku 2020, kdy ve volbách zvítězil Luis Abinader. Ten především zlepšil vztahy se Spojenými státy.
Hospodářský růst přes 7 % a nízká inflace přivedly Dominikánskou republiku mezi nejúspěšnější latinskoamerické země, i když patrně trpí zvětšováním sociálních rozdílů, divokou imigrací ze sousedního Haiti a všudypřítomnou korupcí.

## Státní symboly

### Vlajka
Vlajka Dominikánské republiky je tvořena listem o poměru stran 5:8 s vystředěným bílým křížem, který rozděluje list na čtyři pole. Horní žerďový kanton a dolní vlající kanton jsou modré, horní vlající a dolní žerďový jsou červené.
Státní a válečná vlajka a služební námořní vlajka mají uprostřed kříže umístěn státní znak.

## Geografie
Dominikánská republika leží na východě ostrova Hispaniola. Většinu území Dominikánské republiky vyplňují horská pásma. Nejvyšší hora, pojmenovaná Pico Duarte, je vysoká 3087 m n. m., nejníže položeným bodem je jezero Enriquillo, které leží pod hladinou moře. Nížiny se táhnou podél pobřeží. Podnebí je vlhké tropické. Průměrné teploty se pohybují od 16 do 30 °C. Roční úhrn srážek se pohybuje v rozmezí od 1000 do 2000 mm. Dominikánská republika leží v oblasti, kde často řádí hurikány. Povrch Dominikánské republiky je ze 40 % pokryt lesními porosty.

## Obyvatelstvo

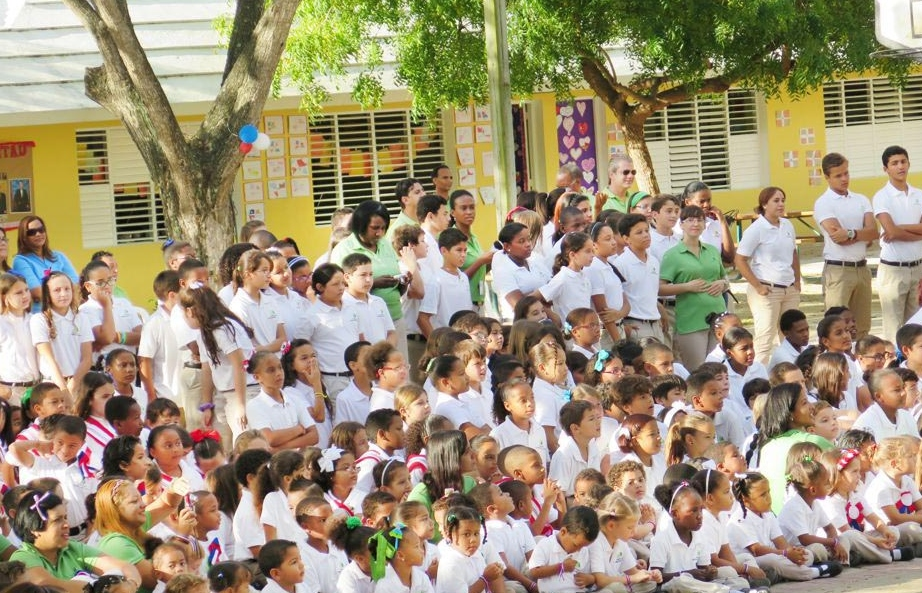
Dominikánští studenti

Míšenci tvoří 73 % populace země, běloši 16 % a černoši 11 %. Střední délka života mužů je 66 let, u žen 69,4 let.
V zemi žije několik set tisíc imigrantů z Haiti, kteří vykonávají méně kvalifikované práce a čelí diskriminaci ze strany Dominikánců. Dominikánský nejvyšší soud v roce 2013 rozhodl, že děti haitských imigrantů narozené v Dominikánské republice nemají nárok na dominikánské občanství, což se týká až 200 000 lidí.

### Jazyk
V 11. století byl obyvatelům území dnešní Dominikánské republiky vnucen jazyk kmene Taínů. V roce 1492 objevil toto území Kryštof Kolumbus a začala se zde šířit španělština, často i násilím. V současnosti je španělština mateřským jazykem 98 % obyvatel, největší jazykovou menšinu tvoří Haiťané, kteří mluví haitskou kreolštinou.

### Největší města

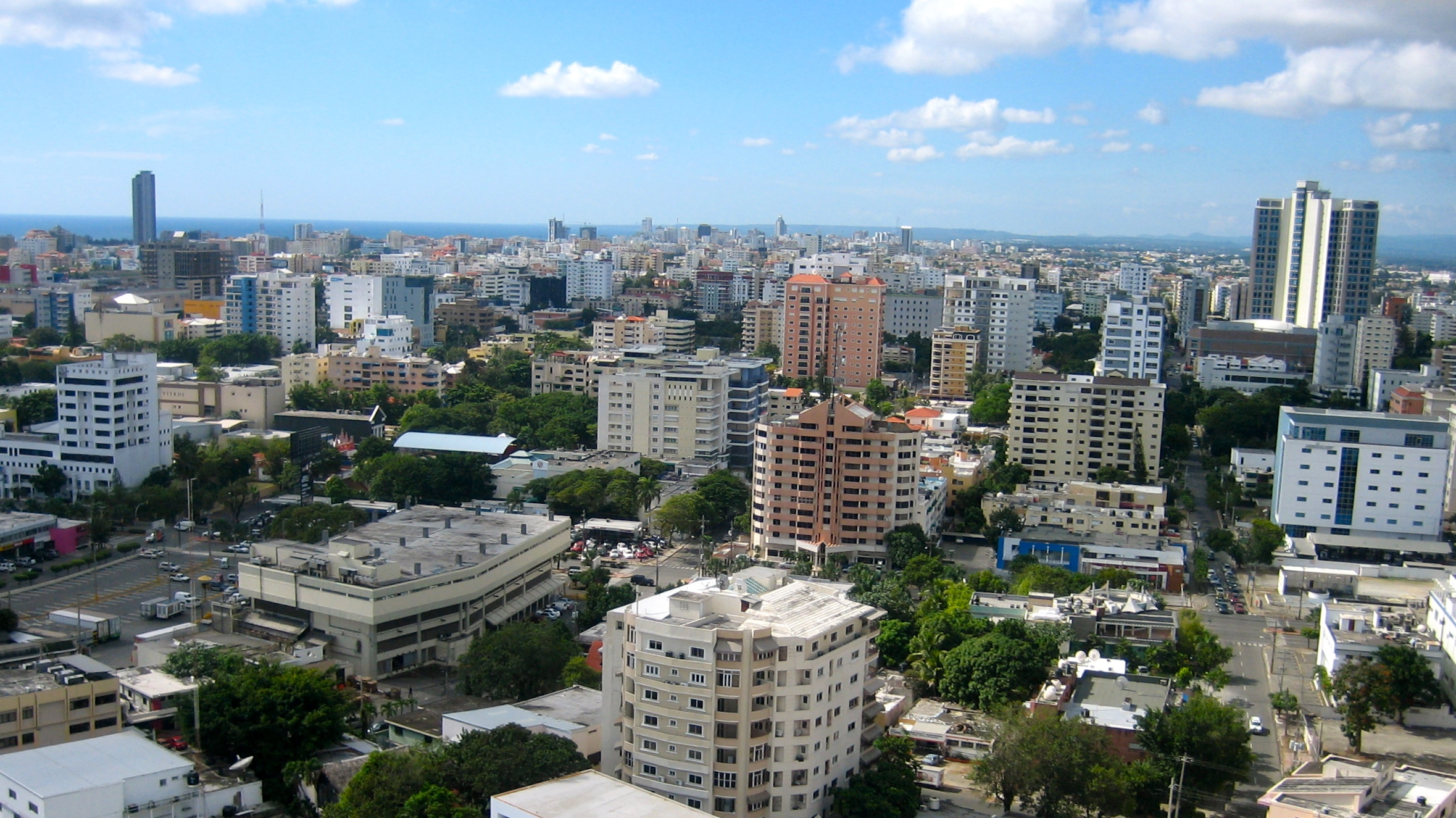
Santo Domingo

- Santo Domingo – 2,9 mil. obyvatel (hlavní město)
- Santiago de los Caballeros – 506 000 obyvatel
- La Romana – 172 000 obyvatel
- San Pedro de Macorís – 153 000 obyvatel

## Hospodářství
Více než 20 % obyvatel země pracuje v zemědělství. Základní plodinou je cukrová třtina, dále se pěstují banány, bavlna, kakao, káva, kukuřice, maniok, podzemnice olejná, rýže a tabák. Chová se skot, prasata a kozy. Nejvýznamnějším hospodářským odvětvím je těžba nerostných surovin: azbestu, bauxitu, chromu, mědi, niklu, platiny, ropy, stříbra, uhlí, uranu, zlata, železné rudy. Významným odvětvím je dále zpracovatelský průmysl, zastupují jej cukrovary, palírny rumu a závody na zpracování tabáku. Své místo má i výroba stavebních materiálů, zpracování rud, textilní a oděvní průmysl a petrochemie.
Dominikánská republika je součástí zóny volného obchodu mezi USA a několika státy Střední Ameriky – DR-CAFTA. Podle údajů Světové banky dosáhl hrubý domácí produkt přepočtený na 1 obyvatele a jeho paritu kupní síly v roce 2018 hodnoty 8 050 mezinárodních dolarů.

### Měna
Dominikánské peso (zkratka $ nebo RD$; v kódu ISO 4217 "DOP") je národní měnou Dominikánské republiky, ale americký dolar, Euro, kanadský dolar a švýcarský frank jsou také akceptovány ve většině turistických destinací. Historicky peso od liberalizace v roce 1985 vůči dolaru sláblo: od srpna 1986, kdy směnný kurz byl 2,70 peso za dolar, se dolar směňoval postupně za 14,00 peso v roce 1993, 16,00 peso v roce 2000 až na více než 56 peso za 1 dolar v červenci 2021.
Dominikánské peso je oficiální měnou od roku 2011; před rokem 2011 se peso oficiálně jmenovalo peso oro.

### Cestovní ruch

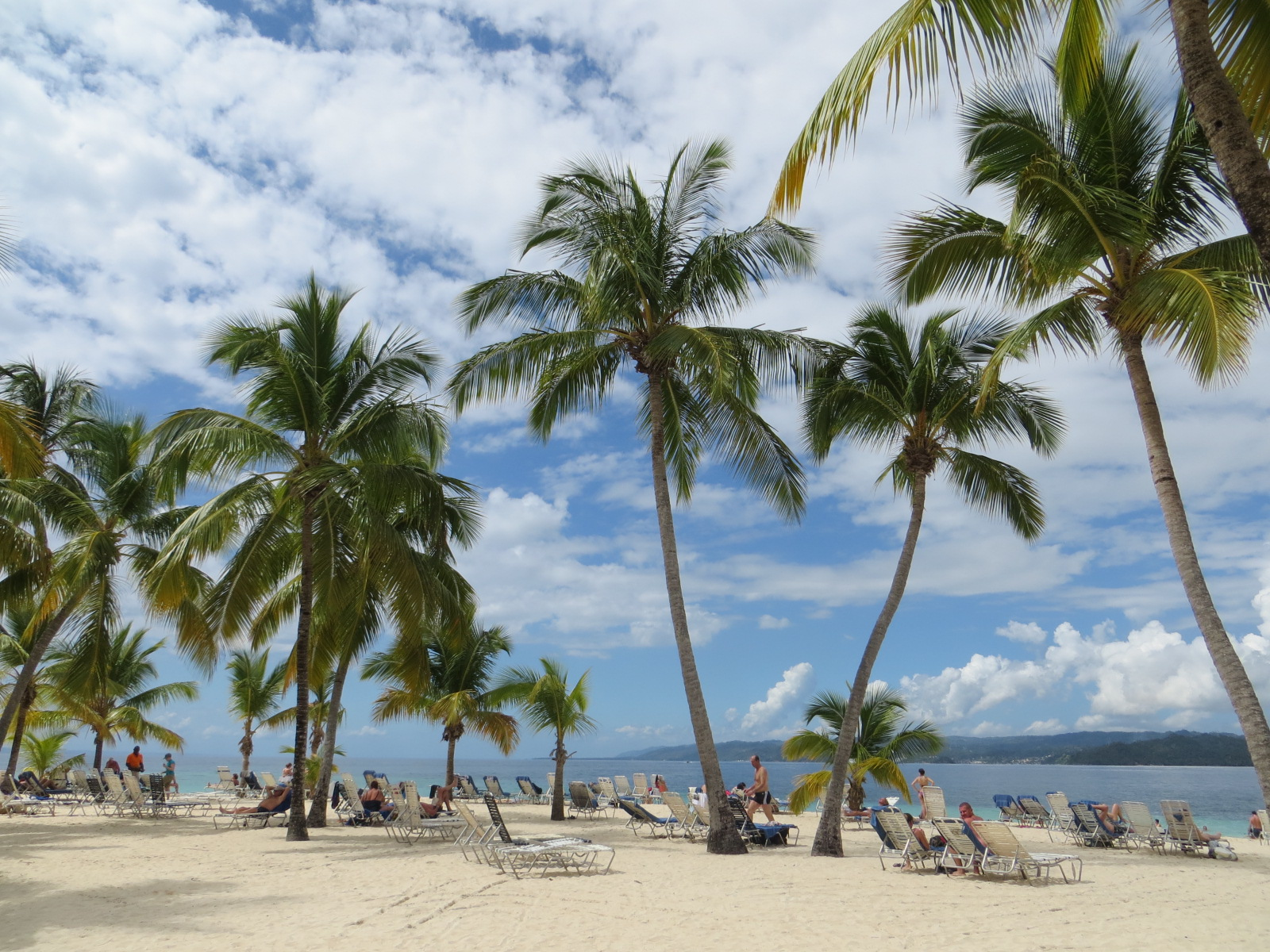
Pláže ostrova Cayo Levantado

Tvoří významnou složky příjmů do státního rozpočtu. Příjmy z turismu v roce 2009 představovaly téměř 9,2 % celkového státního HDP.

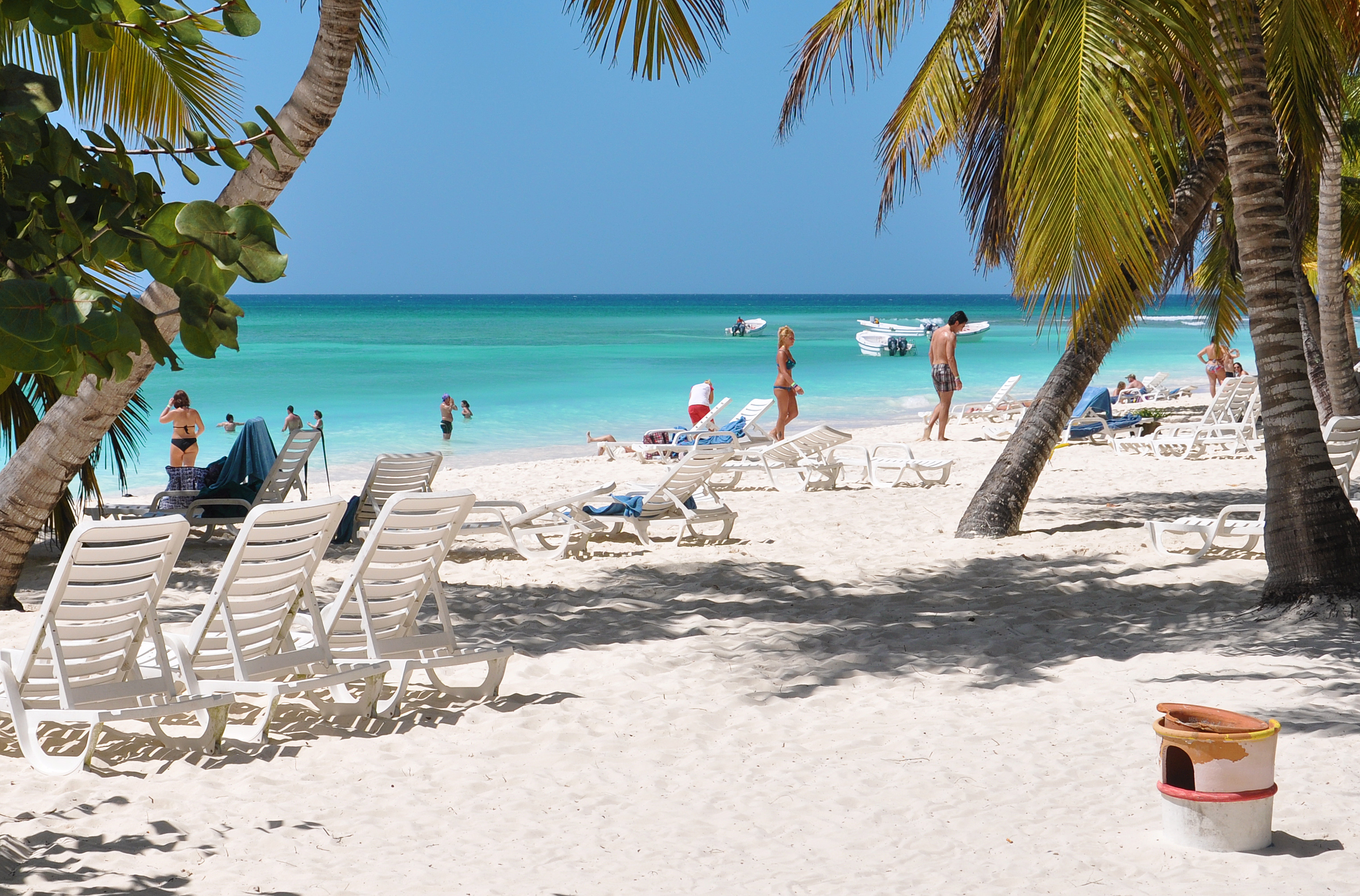
Ostrov Saona

Dominikánská republika je nejnavštěvovanější destinací v Karibiku. Je to země geograficky rozmanitá – nachází se zde jak nejvyšší hora karibské oblasti, Pico Duarte, tak i největší jezero a nejnižší bod, jezero Enriquillo. Průměrná teplota ostrova je 26 °C (78,8 °F). V Dominikánské republice se také nachází řada historických staveb – nejen první a tedy nejstarší katedrála na americkém kontinentu, ale také první hrad, klášter a pevnost. Koloniální zóna hlavního města Santo Dominga, ve které se tyto stavby nacházejí, je na seznamu světového dědictví UNESCO.
Turistika je jedním hlavních růstových odvětví Dominikánské republiky. Pláže, historické památky a golfová hřiště Dominikánské republiky patří k nejpopulárnějším destinacím v karibské oblasti. Nová výstavba a nové projekty, jako Cap Cana, přístav San Souci v Santo Domingu, letovisko Casa de Campo a Hard Rock Hotel & Casino v Punta Cana, pak mají zajistit Dominikánské republice rozmach turistického ruchu i do dalších let. Rostoucí důležitost má také ekoturistika, kterou nabízejí města jako Jarabacoa či sousední Constanza, místa jako Pico Duarte, Bahia de las Aguilas a další.
Většina cizinců z vyspělých zemí, včetně všech občanů zemí EU, nepotřebuje pro turistickou návštěvu Dominikánské republiky vízum.

## Infrastruktura

### Telekomunikace
Dominikánská republika má dobře vyvinutou telekomunikační infrastrukturu, a to jak síť pevných linek, tak i infrastrukturu pro mobilní telefonii. Dominikánská republika byla druhou zemí v Latinské Americe, která nabídla služby 4G LTE. Internetové připojení je k dispozici na většině území prostřednictvím nejrůznějších rychle se vyvíjejících technologií, včetně kabelového internetu, DSL, WiMAX a dalších mobilních technologií. V Santo Domingu existuje rozšířená sít Wi-Fi hot spotů. Od roku 2015 je v zemi budována síť optických kabelů.
Největší telekomunikační společností v zemi je Claro (dříve Codetel), součást skupiny América Móvil Carlose Slima, která poskytuje celé spektrum telekomunikačních služeb. Telekomunikačním regulátorem je INDOTEL (Instituto Dominicano de Telecomunicaciones).

### Elektrická energie
Dodávky elektrické energie jsou nespolehlivé už od éry prezidenta Trujilla a více než 75 % zařízení pochází z té doby. Zastaralé přenosové a rozvodné sítě způsobují značné přenosové ztráty. Vláda Leonela Fernandéze proto zahájila privatizaci odvětví. V první dekádě 21. století postavená 345 kV „elektrická dálnice Santo Domingo – Santiago“, s nižšími přenosovými ztrátami, byla propagována jako první značná investice do národní sítě od poloviny 60. let 20. století.
Elektřina byla zavedena do mnoha měst teprve během Trujillova režimu. Téměř 95 % spotřeby však nebylo účtováno. Zhruba polovina ze 2,1 milionu domů v Dominikánské republice nemá elektroměr a mnohé z nich za spotřebu elektřiny buď neplatí vůbec, nebo platí jen fixní měsíční sazbu.
Elektrický proud je domácnostem a pro běžné použití dodáván jako střídavý 60 Hz s napětím 110 V. Elektrické spotřebiče, dovážené ze Spojených států, tedy fungují bez jakýchkoli modifikací. Většina domácností má již k elektřině přístup, nicméně vyšší spolehlivost dodávek mají zajištěnu hlavně turistické oblasti, podniky, doprava, zdravotnictví a klíčová infrastruktura. Bylo oznámeno, že bude vyvinuto úsilí o zvýšení spolehlivosti dodávek v oblastech, ve kterých bude výběr plateb dosahovat alespoň 70 %. Odvětví elektrické energie je značně politizováno. Někteří výrobci jsou podkapitalizováni a často nejsou schopni si zajistit dostatečné dodávky paliva.

## Doprava

### Silniční síť

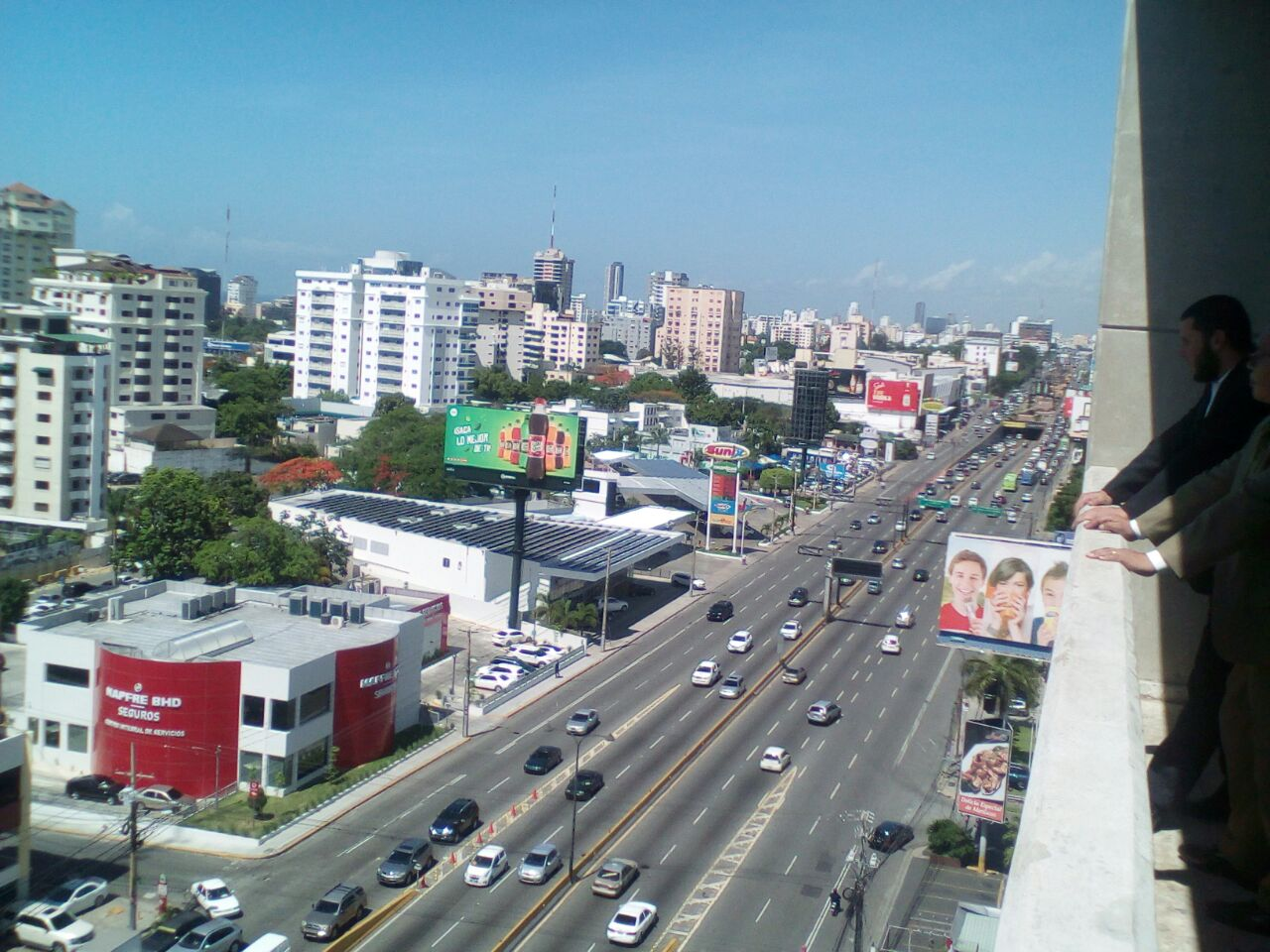
27 de febrero avenue v Santo Domingu.

V zemi jsou tři státní páteřní dálnice, které propojují každé větší město. Jsou to DR-1, DR-2, a DR-3, které začínají v Santo Domingu a směřují jednotlivě buď na sever do regionu Cibao (DR-1), na jihozápad (Sur) do města Comendador (DR-2), nebo do východní části země (El Este) do Punta Cana (DR-3). Tyto dálnice jsou průběžně dobře udržovány. Dvě další státní dálnice jsou odbočka z DR-1 na severovýchod do Puerto Plata a dále do provincie Samaná (DR-5) a alternativní cesta na východ do Higüey a do San Rafael del Yuma (DR-4). Kromě státních dálnic se vláda pustila do výstavby sekundárních tras, zejména s cílem připojit menší města na již zmíněné dálnice.

### Autobusové spoje
Autobusová doprava je celkem spolehlivá a většina autobusů je komfortní. Jízdné je obvykle nízké a autobusové terminály a zastávky jsou ve všech větších městech.
Dopravu zajišťují dvě hlavní společnosti: státní, řízená prostřednictvím úřadů Oficina Técnica de Transito Terrestre (OTTT) a Oficina Metropolitana de Servicios de Autobuses (OMSA), a soukromá, vlastněná společnostmi Federación Nacional de Transporte La Nueva Opción (FENATRANO) a Confederacion Nacional de Transporte (CONATRA). Kromě nich provozuje autobusovou dopravu mnoho menších soukromých společností, například Metro Servicios Turísticos and Caribe Tours, které mají své každodenní trasy.

### Veřejná auta (Carros Públicos)
Dopravní služba na principu sdílených taxi je provozována soukromými auty, která denně projíždějí stanovené trasy a pasažéři mohou za svůj poplatek vystoupit kdekoli. Jde o jednu z hlavních možností veřejné dopravy jak v Santo Domingu, tak i v ostatních velkých městech. Jde však o službu neregulovanou, tedy s nejistou spolehlivostí. Jednak tato taxi nemají žádný jízdní řád a zácpami se prodírají každý den jinou rychlostí, jednak se každý řidič snaží do svého auta dostat co nejvíce pasažérů (klidně i 6 do čtyřsedadlového sedanu), což činí přepravu o něco méně pohodlnou.

### Metro v Santo Domingu
Metro v Santo Domingu je svou délkou a počtem stanic nejrozsáhlejším podzemním dopravním systémem v ostrovní části Střední Ameriky. Délka tras je 27,35 km a po otevření druhé trasy v roce 2014 dosáhla roční přeprava výše 61 miliónu přepravených pasažérů.

### Železnice
Železniční síť má několik linek pro nákladní i osobní dopravu, s různými rozchody. Po zrušení některých tratí v průběhu 20. století byla síť zredukována na několik roztroušených větví, soustředěných kolem měst San Pedro de Macorís and La Romana.
Železniční doprava je provozována jednou státní společností a několika soukromými (převážně pro cukrovary).

## Administrativní členění
Dominikánská republika se administrativně skládá z 31 provincií a jednoho Distrito Nacional – hlavního města Santo Domingo.
- Azua
- Baoruco
- Barahona
- Dajabón
- Duarte
- Elías Piña
- El Seibo
- Espaillat
- Hato Mayor
- Hermanas Mirabal
- Independencia
- La Altagracia
- La Romana
- La Vega
- María Trinidad Sánchez
- Monseñor Nouel
- Montecristi
- Monte Plata
- Pedernales
- Peravia
- Puerto Plata
- Samaná
- Sánchez Ramírez
- San Cristóbal
- San José de Ocoa
- San Juan
- San Pedro de Macorís
- Santiago
- Santiago Rodríguez
- Santo Domingo
- Valverde
- Distrito Nacional

## Zahraniční vztahy
Dominikánská republika je zapojená do několika projektů a organizací na poli latinskoamerické integrace. Je členským státem např. organizací Společenství latinskoamerických a karibských států, Latinskoamerický hospodářský systém, Středoamerický integrační systém, Sdružení karibských států, Petrocaribe.

## Kultura

### Vizuální umění

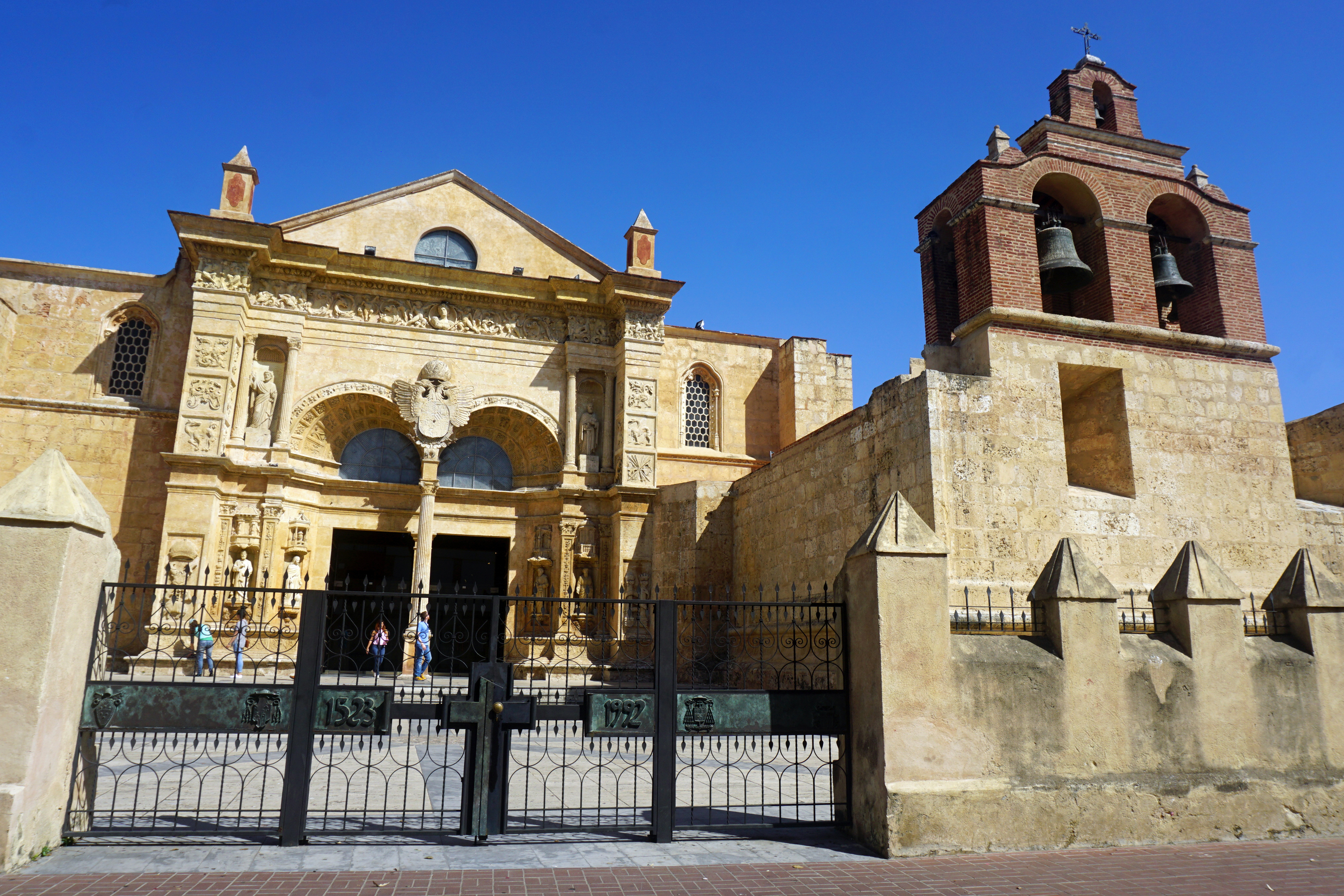
Katedrála Santa María la Menor, nejstarší katedrála v celé Americe

Dominikánská republika se pyšní řadou architektonických památek. Historická čtvrť Santo Dominga Ciudad Colonial, založená roku 1498 a zvaná obvykle La Zona, místo prvního evropského osídlení na americkém kontinentu, kde byla postaveny nejstarší katedrála, hrad, klášter i pevnost, byla roku 1990 zapsána se seznam světového kulturního dědictví UNESCO.
Jde zatím o jediný dominikánský zápis na seznam, nicméně Dominikánci usilují o další, například historických center měst Monte Cristi, Azúa de Compostela a Puerto Plata, která se podobně jako Santo Domingo vyznačují starou koloniální architekturou, nebo jiných památek rané evropské kolonizace, jako jsou například nejstarší industriální památky (cukrovary a mlýny) postavené Evropany v Americe. Z indiánských památek usiluje o zápis celá série skalních rytin a kreseb roztroušených po celém území republiky. K jejich nejvzácnějším nalezištím patří jeskyně José María a jeskyně Ramoncito v provincii La Altagracia.
V Dominikánské republice se narodil i slavný módní návrhář Oscar de la Renta. Ačkoli získal roku 1971 americké občanství, ve své rodné zemi se až do smrti věnoval charitativním projektům, což mu zajistilo velkou popularitu a respekt.

### Hudba

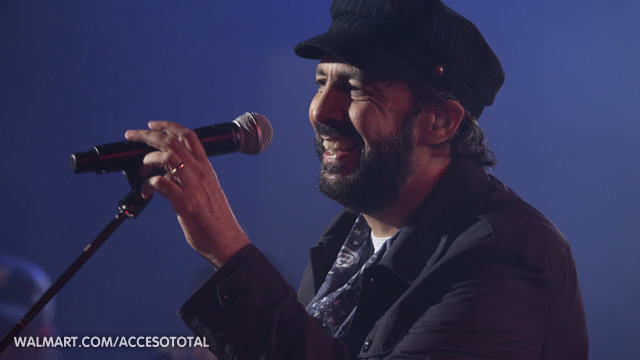
Juan Luis Guerra

Přímo v Dominikánská republice vznikl světově známý hudební a taneční žánr merengue. Poprvé je doložen z poloviny 19. století jako druh lidové hudby. Širokou popularitu a přístup do vyšší společnosti ve své domovině získal v době vlády diktátora Rafaela Trujilla od 30. let 20. století, protože Trujillo tuto hudbu úspěšně prosazoval jako národní symbol. Z Dominikánské republiky se pak merengue šířilo do dalších zemí, populárním se stalo zejména ve Venezuele a u latinskoamerických obyvatel USA. Nejdůležitější přehlídkou tohoto žánru je Festival merengue, který se koná v Santo Domingu každý červen. Mezinárodní věhlas zajistil tento styl zpěvákovi Juanu Luisovi Guerraovi, vítězi mnoha cen Grammy.
Původně se merengue hrálo na jednoduché lidové nástroje (tambora, guira), ve 20. století přibyl akordeon, později s rozšířením merengue do širokých společenských vrstev i další nástroje tanečního orchestru a v současné době i hudební nástroje elektronické. Tanec je párový, každý takt hudby tanečníci doprovázejí krokem vpřed, vzad nebo do strany. Taneční krok je provázen výrazným zhoupnutím pánve, což tanci dodává smyslný charakter.
V první polovině 20. století se v Dominikánské republice rozvinul styl zvaný bachata, který kombinuje španělskou hudební tradici s indiánskou. V roce 2019 byl zapsán na seznam nehmotného světového kulturního dědictví UNESCO. Moderní podobu tohoto stylu reprezentuje například skupina Aventura.
Na popularizaci stylu salsa ve Spojených státech se podílel Dominikánec Johnny Pacheco.

### Sport

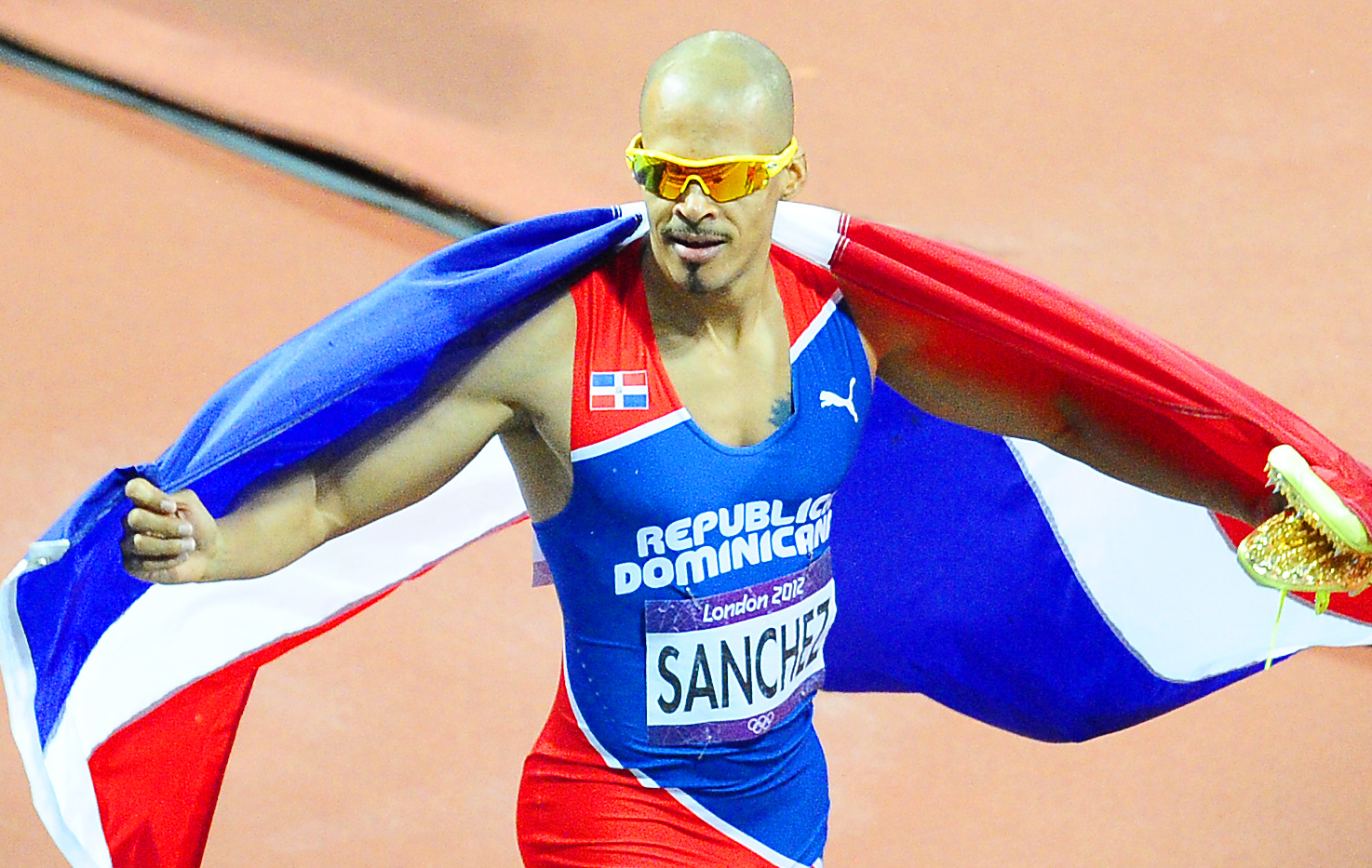
Félix Sánchez

Dominikánská republika se zúčastňuje olympijských her od roku 1964, a to výhradně letních. Zatímco ještě na moskevskou olympiádu v roce 1980 jelo jen šest sportovců, v roce 2021 v Tokiu již čítala dominikánská výprava 63 členů. Historicky první medaili získal na hrách v Los Angeles roku 1984 boxer v bantamové váze Pedro Nolasco, a to bronzovou. Čekání na zlato skončilo v Athénách roku 2004, kde Félix Sánchez ovládl běžecký závod na 400 metrů překážek. Již na dalších hrách v Pekingu za čtyři roky přidal další zlato boxer Manuel Felix Diaz. V Londýně 2012 Dominikánská republika získala prozatím poslední olympijskou zlatou medaili, když se Félix Sánchez po osmi letech vrátil na překážkářský trůn, přestože již předtím ukončil kariéru. Od té doby je atletika pravidelně zdrojem velkých nadějí dominikánské výpravy, neboť již v Londýně získal stříbro také běžec na 400 metrů Luguelín Santos a v Tokiu běžci přivezli již cenné kovy dva, běžkyně na 400 metrů Marileidy Paulinová získala stříbro a podílela se i na dalším stříbře, které získala běžecká smíšená štafeta na 4x400 metrů při historické premiéře této disciplíny na olympijských hrách. Jediným kolektivním sportem, ve kterém zatím Dominikánci na OH uspěli, je baseball. Jejich tým si z Tokia 2020 přivezl bronz, čímž navýšil olympijský účet na dvanáct medailí pro Dominikánskou republiku. 

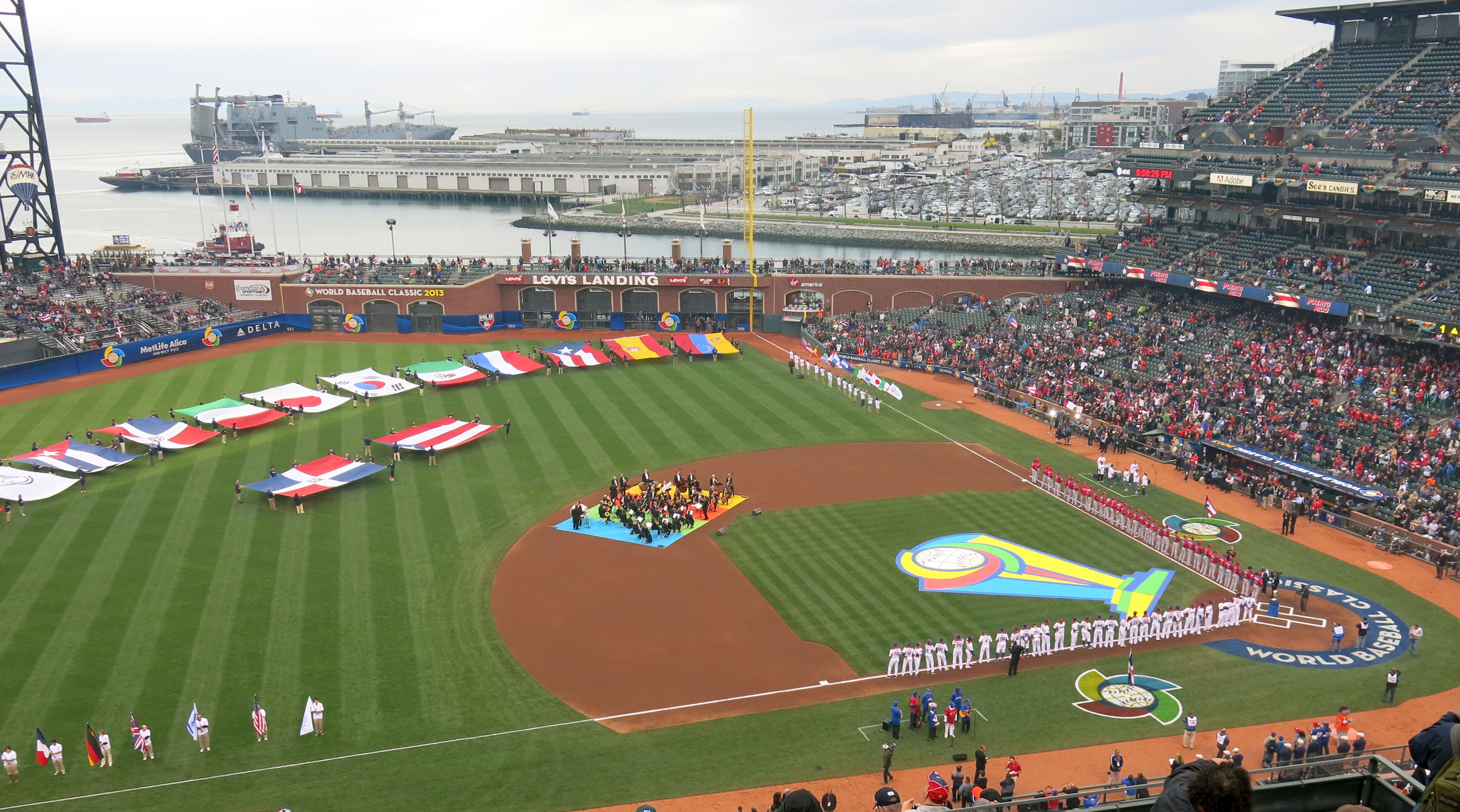
Finále World Baseball Classic 2013

Baseball má v zemi velkou tradici a základnu, je zdaleka nejpopulárnějším tamním sportem. Již v roce 1948 dokázal národní tým vyhrát mistrovství světa, v roce 2013 pak World Baseball Classic, v současnosti patrně nejprestižnější mezinárodní soutěž, neboť umožňuje větší účast nejlepších profesionálů včetně hráčů Major League Baseball. V ní se ostatně Dominikánci tradičně velmi prosazují a mají v ní největší zastoupení po rodilých Američanech. První dominikánský baseballista vstoupil do MLB již roku 1956. Legendami se stali především Juan Marichal, Pedro Martínez a Vladimir Guerrero, tři Dominikánci uvedení do americké National Baseball Hall of Fame.
Také basketbal je populární, mužská basketbalová reprezentace se třikrát zúčastnila mistrovství světa a v roce 2011 získala bronz na Mistrovství Ameriky. Dominikánští basketbalisté úspěšně vstupují i do severoamerické NBA, k takovým patří například Al Horford, jenž byl pětkrát zvolen do all-stars týmu této soutěže. Úspěšná je i ženská házenkářská reprezentace, která již dvakrát obsadila třetí místo na kontinentálním šampionátu (2007, 2013), a ženská volejbalová reprezentace, jejímž nejlepším výsledkem na olympiádě i mistrovství světa je páté místo.

## Fotogalerie

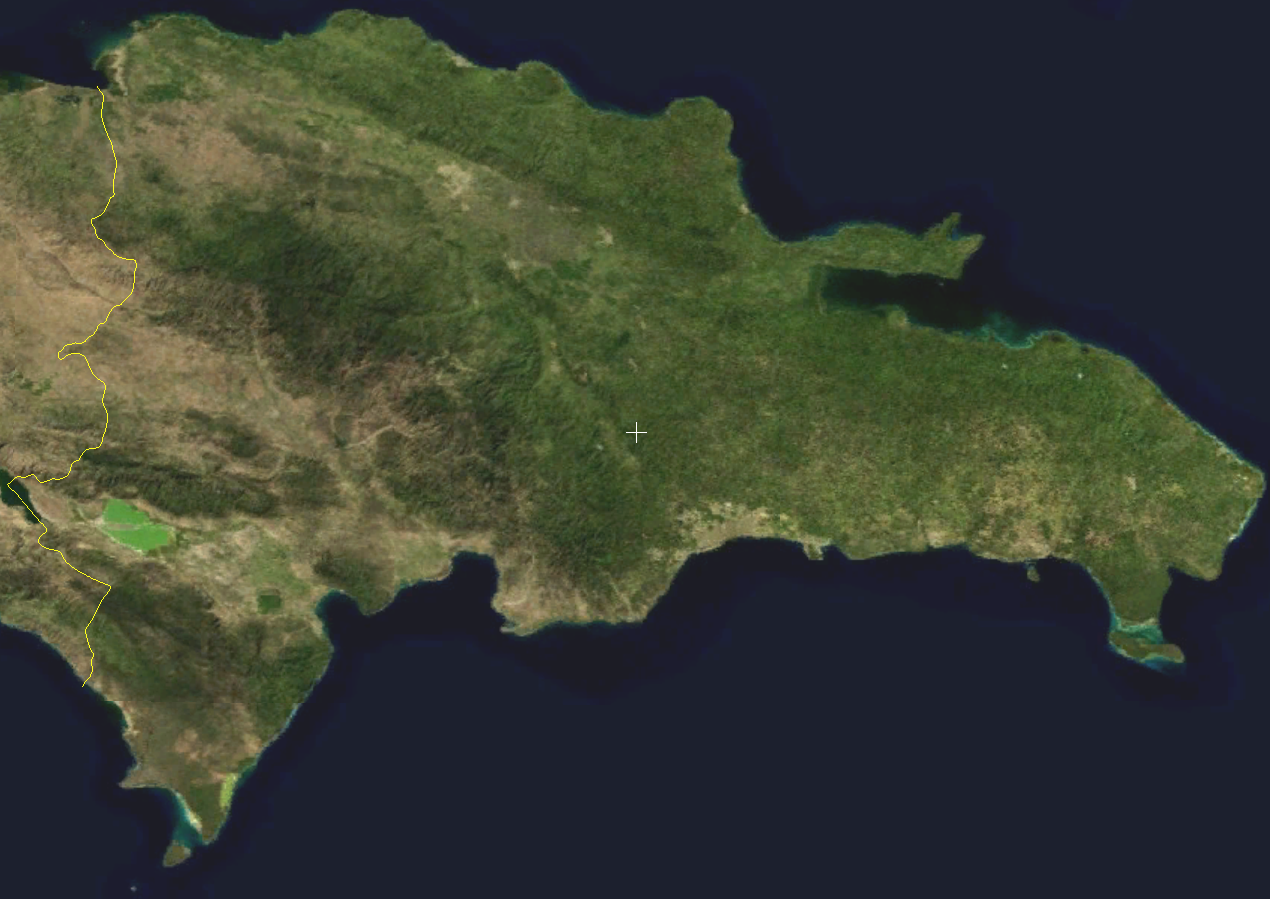
Satelitní snímek státu
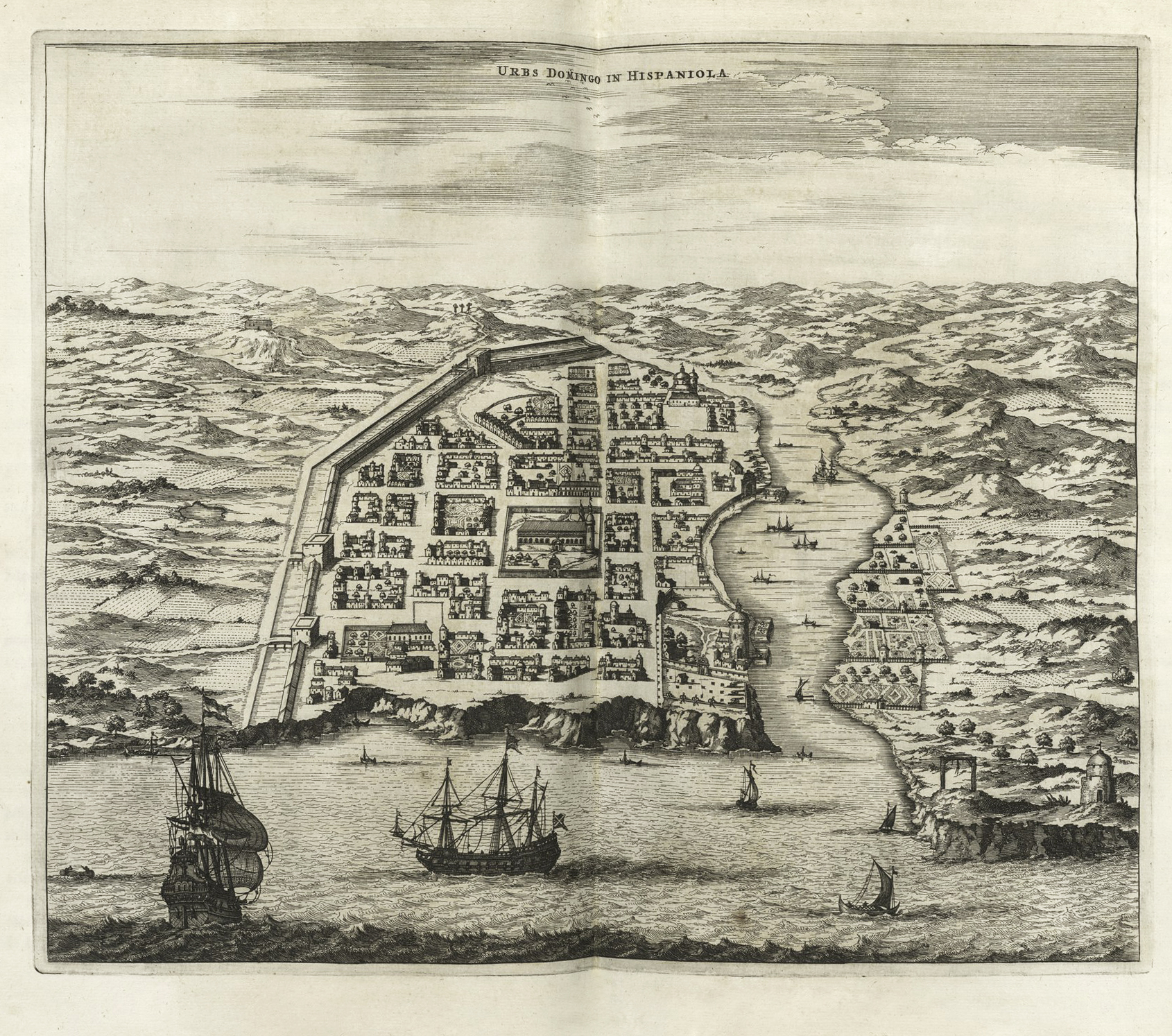
Santo Domingo v roce 1671
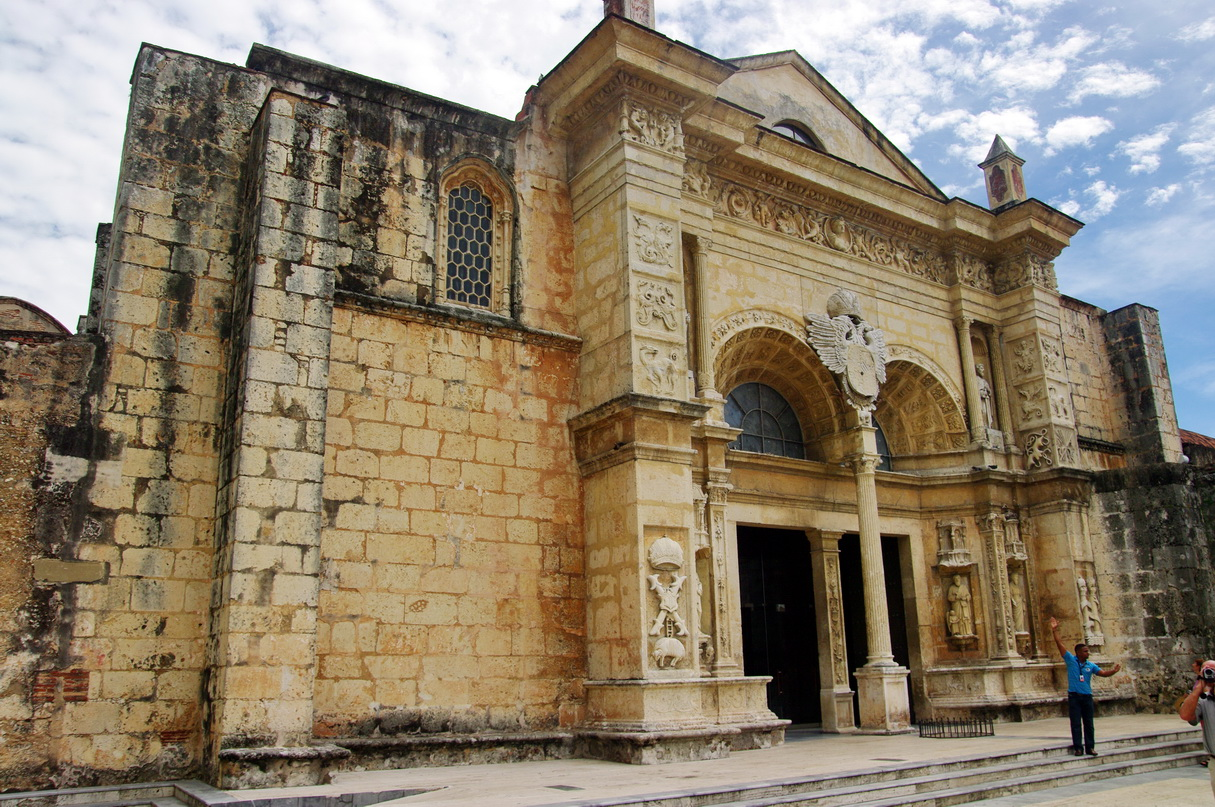
Nejstarší katedrála ve Střední Americe